# Francis Checkland
Francis Checkland (sinh ngày 31 tháng 7 năm 1897, ngày mất không rõ) là một cầu thủ bóng đá người Anh thi đấu ở vị trí hậu vệ.